# Лангбрук
Лангбрук (нід. Langbroek) — село в нідерландській провінції Утрехт. Входить до муніципалітету Вейк-бей-Дюрстеде.
Його площа становить 17,90 км², а населення станом на 2021 рік складало 2 430 осіб.
До 1996 року мало статус окремого муніципалітету.

## Галерея

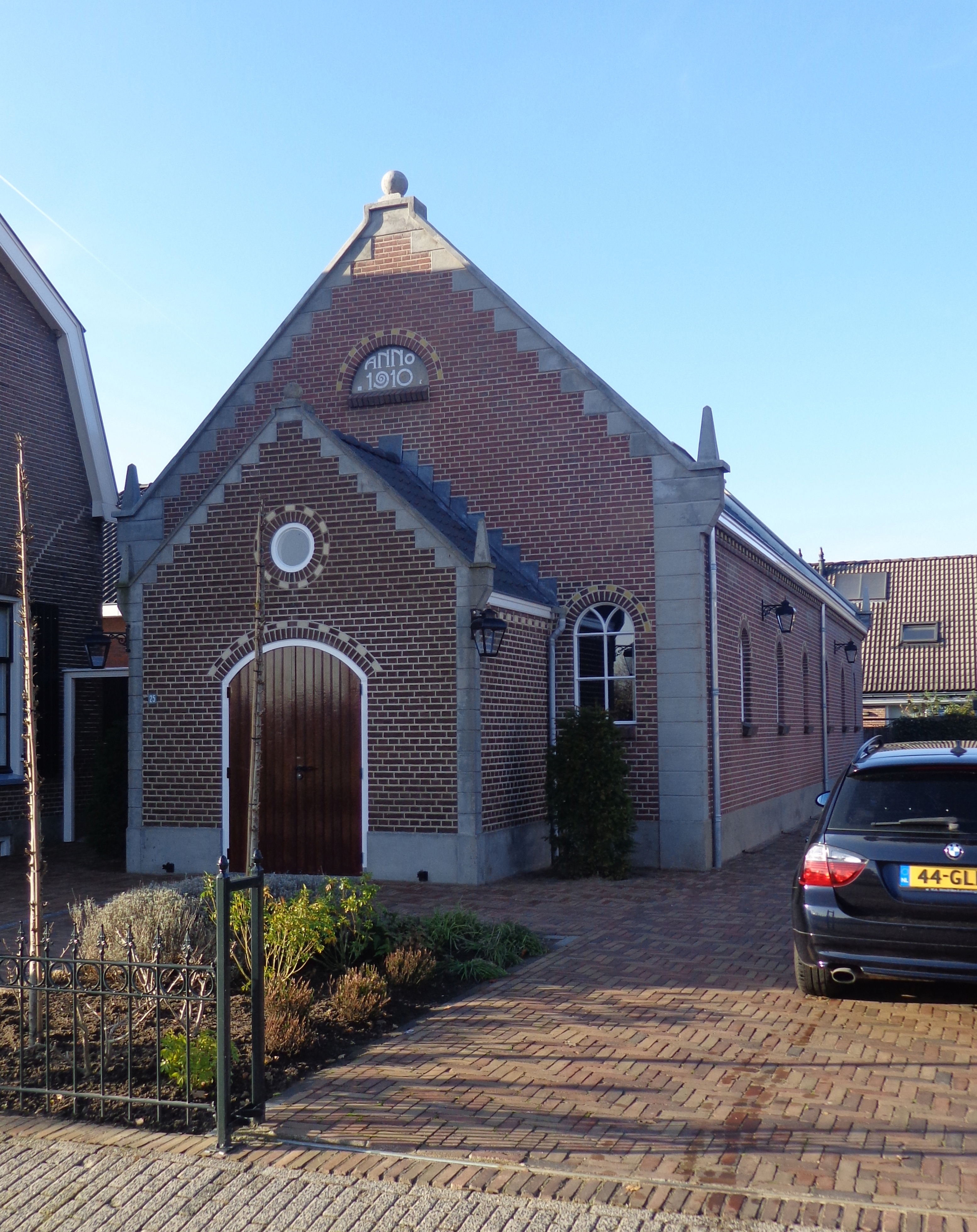
Сільська церква
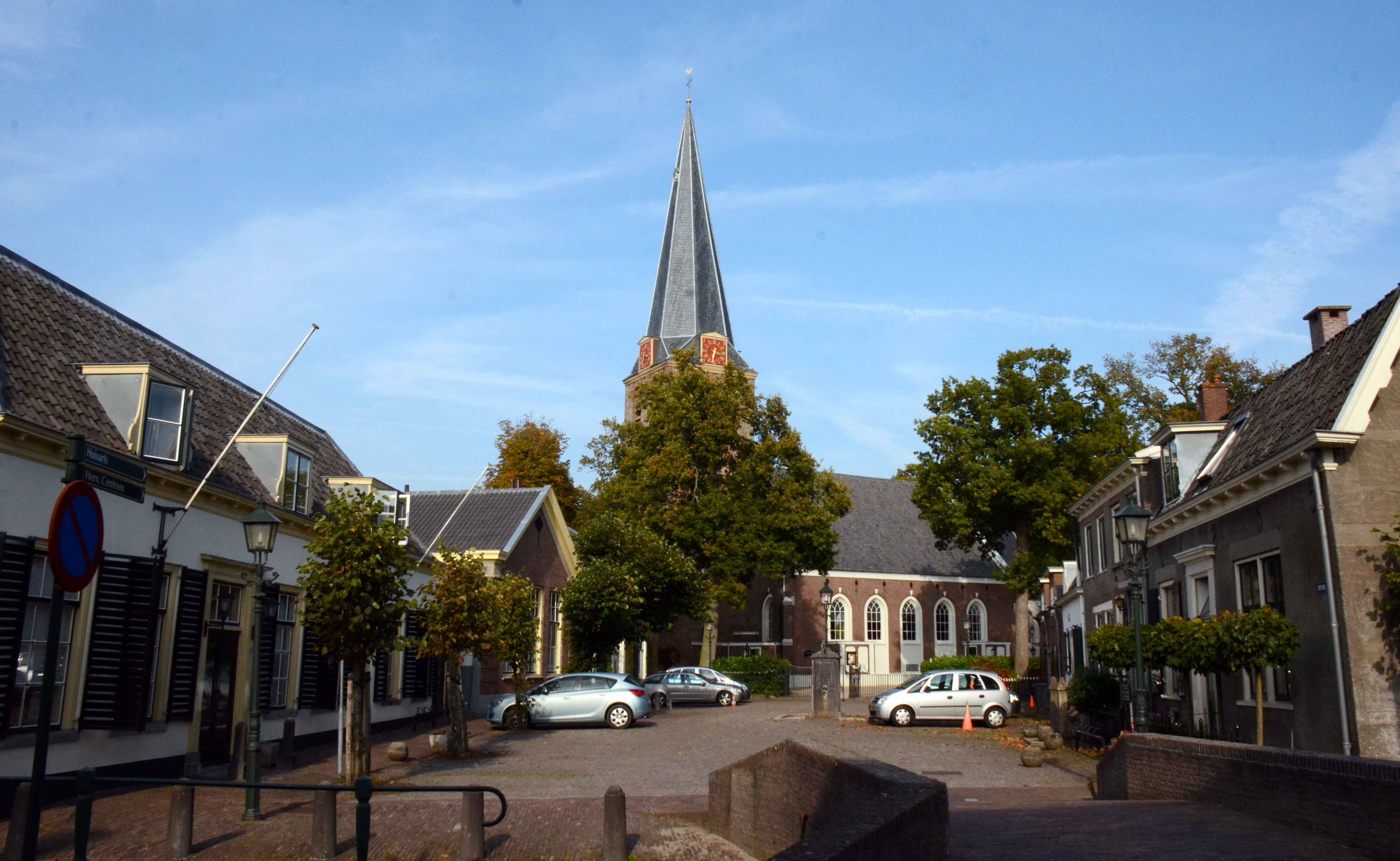
Вулична панорама
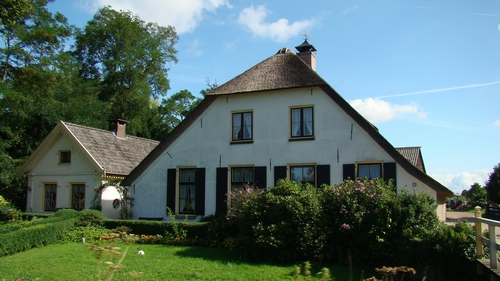
Ферма у селі
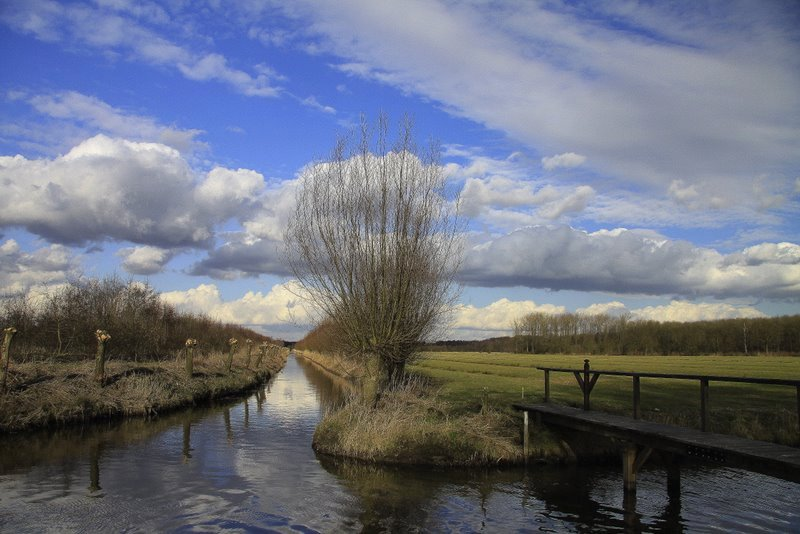
Околиці Лангбрука